# Protector-klassen (patruljefartøj)
 Denne artikel omhandler patruljefartøjer af Protector-klassen. Opslagsordet har også en anden betydning, se Protector-klassen (inspektionsskib).

Protector-klassen (også benævnt Rotoiti-klassen eller Lake-klassen) er en serie på fire patruljefartøjer bygget til Royal New Zealand Navy (RNZN) som erstatning for den ældre Moa-klasse i 2007-2008. Alle fire fartøjer er navngivet efter søer i New Zealand

## Design og konstruktion
Tænkt som en del af Protectorprojektet, som var et projekt igangsat af det newzealandske forsvarsministerium til anskaffelsen af et fleksibelt støtteskib, to inspektionsskibe og fire patruljefartøjer. Fartøjerne der er resultatet af projektet bliver bemandet af RNZN og vil udføre opgaver for de newzealandske toldmyndigheder, Department of Conservation, Udenrigs-, handels,- og fiskerriministerierne såvel som opretholde et SAR-beredskab.
Skibene blev bygget i Whangarei af BAE Systems Australia (tidligere Tenix Shipbuilding) og er baseret på et modificeret SAR-fartøj i den filippinske flåde. Prisen for alle fire fartøjer var budgetteret til 100 millioner newzealandske dollar. Friction stir welding blev benyttet i konstruktionen af overbygningen og Donovan Gruppen blev dermed den første virksomhed i New Zealand til at benytte denne teknologi som blandt andet var en af grundene til at de vandt udbuddet på bygningen af denne del af skibene.

## Kapaciteter
Patruljefartøjerne vil under normale omstændigheder blive benyttet til kystnære operationer indenfor 24 sømil fra kystlinjen. De har dog en operattiv rækkevidde på 3.000 sømil. Rækkevidden samt en tophastighed på 25 knob gør det muligt for skibene i klassen at indhente skibe, eksempelvis en stor trawler der fisker ulovligt i newzealandsk farvand. Hvert af farvandene forventes at sejle op til 290 dage om året.
Fartøjerne vil være i stand til at patruljere (og modtage VERTREP) i op til sea state 5 (hård sø, bølgehøjde mellem 2,50-4,00 meter) samt muligheden for at kunne overleve i op til sta state 8 (meget svær sø, bølgehøjde mellem 9-14 meter). Dog er sætning og bjærgning af RIB begrænset til seastate 4 (moderat sø, bølgehøjde mellem 1,25-2,50 meter). Disse parametre er dog en klar forbedring i forhold til Moa-klassen som de erstattede.

## Skibe i klassen
| Pnt.  | Navn    | Kølen lagt        | Søsat             | Indgået        | Skæbne     | Kaldesignal |
| ----- | ------- | ----------------- | ----------------- | -------------- | ---------- | ----------- |
| P3569 | Rotoiti | 3. marts 2006     | 4. august 2007    | 17. april 2009 | I tjeneste | ZMZM        |
| P3571 | Hawea   | 13. december 2006 | 15. december 2007 | 1. maj 2009    | I tjeneste | ZNZO        |
| P3568 | Pukaki  | 21. juni 2007     | 10. maj 2008      | 14. maj 2009   | I tjeneste | ZMZL        |
| P3570 | Taupo   | 14. december 2007 | 23. august 2008   | 29. maj 2009   | I tjeneste | ZMZN        |

Skibenes er navngivet efter Newzealanske søer, Rotoiti og Taupo på Nordøen, Hawea og Pukaki på Sydøen. Navnene er genbrugt fra tidligere fregatter samt den tidligere Lake-klasse.

## Eksterne links
- Wikimedia Commons har flere filer relateret til Protector-klassen (patruljefartøj)
- Inshore Patrol Vessels – HMNZ Ships Rotoiti, Taupo, Hawea and Pukaki